# Magadán (España)
Magadán es un despoblado español de la parroquia de Vitos, perteneciente al concejo de Grandas de Salime, en la comunidad autónoma de Asturias.

## Historia
Hacia mediados del siglo XIX, el lugar, ya por entonces perteneciente al municipio de Grandas de Salime, tenía contabilizada una población de sesenta habitantes. Aparece descrito en el undécimo volumen del Diccionario geográfico-estadístico-histórico de España y sus posesiones de Ultramar de Pascual Madoz con las siguientes palabras:

MAGADAN: l. en la prov. de Oviedo, ayunt. y felig. de San Salvador de Grandas de Salime (V.). pobl.: 11 vec. y 60 almas.
(Madoz, 1848, p. 16)

En 2023, la entidad singular de población no tenía empadronado ningún habitante.